# 津轻海峡
津輕海峽（日语：／ Tsugaru kaikyō */?）是介於日本本州及北海道兩大本島之間的海峡，以本州側的津轻半岛而得名，东连太平洋、西连日本海，東西長130公里，水深最大達450公尺。北岸為北海道（道南），南岸為本州（青森縣）。世界最長海底隧道青函隧道即穿越此海峽。

## 地形

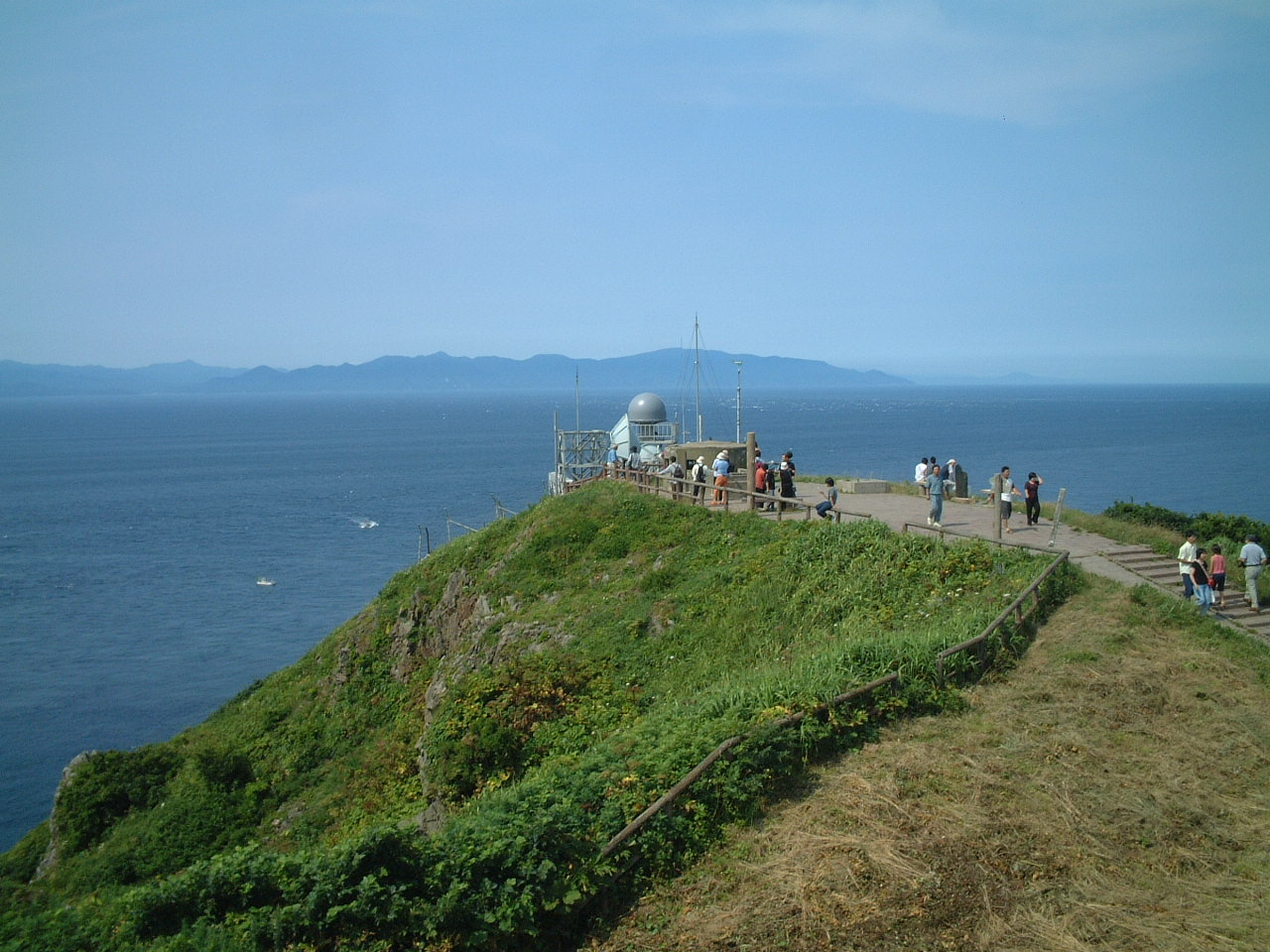
津輕海峽

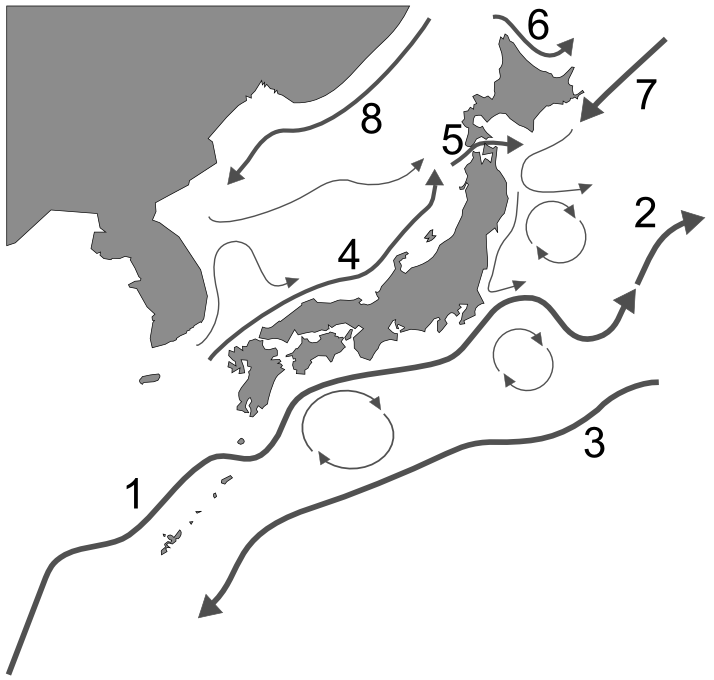
日本列島近海的海流
1.黑潮 2.黑潮續流 3.黑潮再循環流 4.對馬暖流 5.津輕暖流 6.宗谷海流 7.親潮 8.利曼洋流

津轻海峡中央宽、两端窄，最窄處為東端約18.7公里，位於龜田半島的汐首岬與下北半島的大間崎之間。與此相對的，西端松前半島的白神岬、以及津輕半島的龍飛崎之間則有19.5公里長。水深最大約430公尺、最小則約140公尺。
津輕海峽中央的海床呈東西向延伸的峽谷地形，據推測，是由於該時期流經的潮汐流切割海床所致。海峽西面的日本海側，是對馬海峽洋流的分支點，帶來暖流自西向東匯入津輕海峽，然後在海峽東面的太平洋側，匯入親潮流。
津輕海峽原本可以併入日本領海，但海峽的中間部位仍保留為公海，以供外國船隻通過，海面下方的青函隧道則仍屬日本領海。

## 布萊基斯頓線
遠古時期，津輕海峽是布萊基斯頓線之所在，也就是東北亞動物群的分佈界限。最後一次冰河期（約7萬～1萬年前）的海平面下降約130米，當時北海道北面的宗谷海峽露出海面成為陸地，與庫頁島連結。但津輕海峽至少有140 m水深，在冰河期仍就是維持海峽形態，阻擋動物的南北遷徙，因此海峽兩岸的生物群有不同的樣態。
約在 33,000 至 28,000 年前的氣候最冷時期，麋鹿等大型哺乳動物進入本州。據推測當時冬天的津輕海峽結冰，因此動物得以由冰上渡海，但在地球氣候變暖後，這些物種又在本州和北海道消失。

## 海洋法地位
津輕海峽是日本5個國際海峽之一（宗谷海峽、津輕海峽、對馬海峽東水道、對馬海峽西水道、大隅海峽）。日本法定的領海寬度為12海里（22），上述5個海峽依此均應為日本領海，惟日本政府以法律附則的方式，將這5個海峽的領海寬度定為3海里（5.6），因此海峽中間的水域為公海，外國船隻可自由通過；1996年日本政府再頒布《領海及び接続水域に関する法律》，修訂特定5個海峽的領海，其劃訂的基準由原本海岸基線採為直線基線，目的是形成線形的海上走廊，以兼顧領土防衛及外國船隻的無害通過。有報導指稱日本政府為了讓盟邦美國的軍艦在搭載核武器通過這5個海峽時，不會違反非核三原則，因而故意縮短這些海峽的領海寬度。

## 軍事

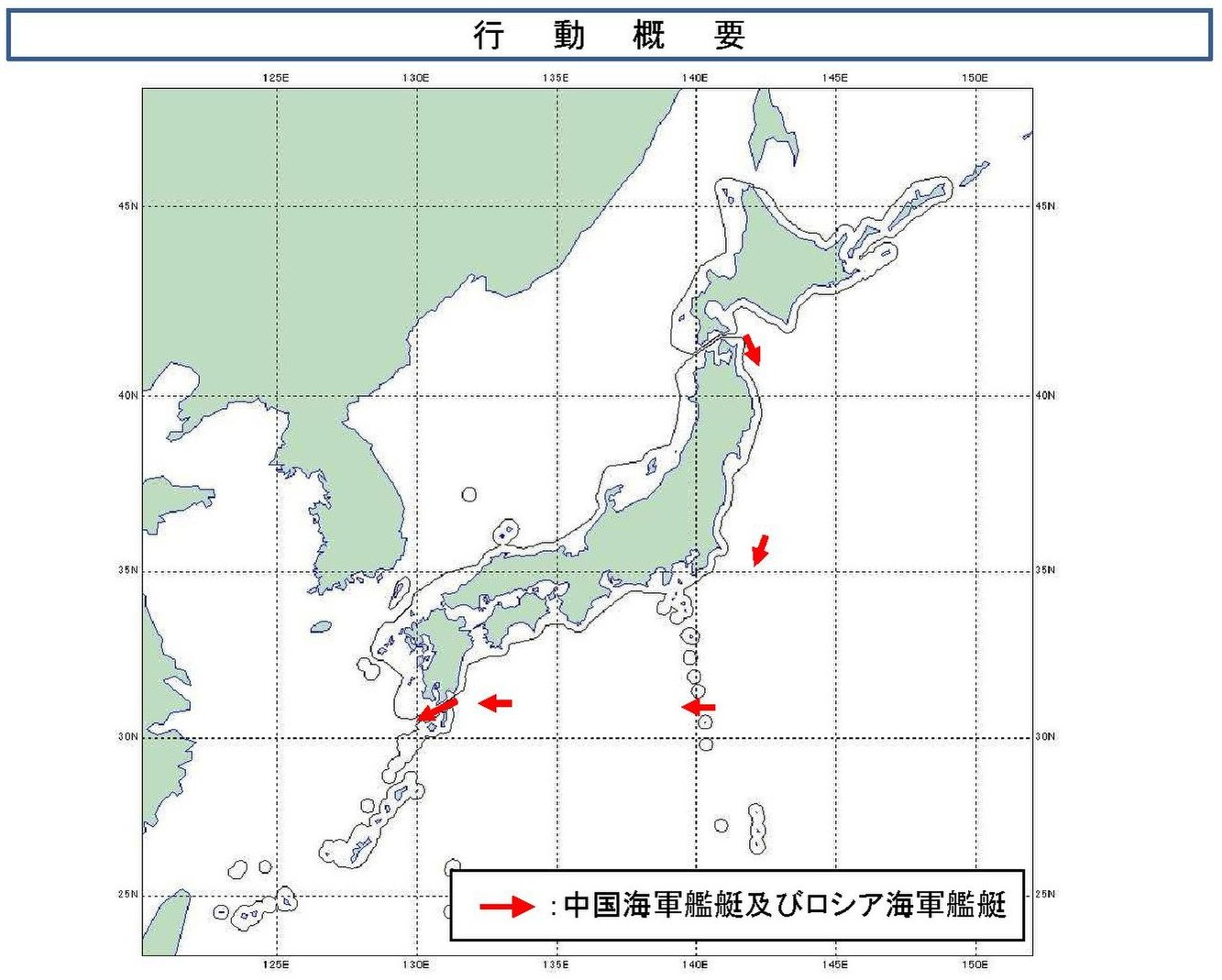
2021中俄艦隊繞行日本

中國人民解放軍海軍的軍艦編隊於2017年1月5日通過津輕海峽往西航行，其实这並非是中国海军首次穿越该海峡。中国海军舰艇在2000年第一次通过津轻海峡，宣稱“当时是为收集資訊而通过的”由非作战舰艇组成。2008年10月19日与2016年2月2日，各有一次由作战舰艇组成的穿越。在期間郑和号训练舰于2015年9月23日起航，航经黄海、日本海、西太平洋3个海区和大洋，穿越朝鲜(對馬)海峡、津轻海峡、大隅海峡，两次跨越国际日期变更线，历时45天，总航程11,000海里，先后访问俄罗斯符拉迪沃斯托克港、美国夏威夷珍珠港和韩国镇海港，于11月6日圆满完成远海实习与访问，顺利返回旅顺军港。
2017年7月17日，中国海警两艘公务船相继驶入青森县舻作崎海域的日本领海，两船在停留约30分钟后先后驶离这一海域。在遭到海上保安厅巡逻船驅離后，两船又再次進入日本领海，并在逗留三小时后驶离。这是中国公务船首次穿越该海峡。
2019年7月26日上午2時40分至2時45分左右，兩艘中國海警船進入津輕海峽龍飛崎海面，日本海上保衛廳用無線電提醒對方注意後，兩艘海警船於凌晨3時15分左右離開。約3個半小時後，中國海警船再次闖入大間崎的日本領海，隨後於上午7時45至50分左右駛出日本領海。
2021年7月底中国海警展開北太平洋公海渔业巡航，歷時31天後返回上海;累计航经对马、津轻、大隅等国际海峡航道，编队穿越了对马海峡、津轻海峡,並在返航途中，又穿越了大隅海峡。
2021年10月18日上午8時，日本海上自衛隊的飛機及艦艇觀測到共有10艘中俄海軍的艦艇正在北海道奧尻島西南約110公里處的日本海航行，並於同日下午穿越津輕海峽航至太平洋。
2022年3月10日，在俄罗斯入侵乌克兰期间，俄罗斯派遣了驱逐舰等10余条舰艇通过了津轻海峡，14日再次派出1艘武器运输舰通过。

## 交通
津輕海峽的海上交通，主要依靠青函航路與青函隧道聯繫。青函航路是指青森港與函館港之間的航線，海峽兩側的公路即靠該航線的渡輪連接；另外函館港有航線連接本州側的大間町。青函隧道則專供鐵路使用，1988年開通，以替代以往佔有重要交通地位的青函聯絡船。

## 游泳橫渡
尾迫千惠子為第一位泳渡津輕海峽的女性。1994年（平成6年）8月6日、從小泊村（今日的中泊町）權現崎出發，12個小時28分之後到達福島町松浦。
2008年「24小時電視」之挑戰，及2009年「24小時電視」之挑戰。這兩個「海峽横斷越泳」挑戰是二個不同的形態的節目。

## 津輕海峽題材樂曲
- 《津輕海峽·冬景色》（歌：石川小百合、作詞：阿久悠、作曲：三木剛）
- 《津輕海峽之女》（歌：SONIM（日语：ソニン (歌手)）、作詞・作曲：淳君）
- 《津輕海峽·大間崎》（歌：神島悠介、作詞：秋山博紀、作曲：野村豊収）

## 外部連結
- YouTube上的石川さゆり「津軽海峡・冬景色」